# Deprotonering
Deprotonering of deprotonatie is de scheikundige term voor het afscheiden van een waterstofion (H+) van een molecule of ion. Een waterstofion met eenwaardig positieve elektrische lading wordt meestal met de naam proton aangeduid, omdat het enkel uit een proton bestaat.
In het algemeen treedt deze reactie op als een base gecombineerd wordt met een stof die waterstofionen kan afstaan (intrinsieke zuren). In onderstaand voorbeeld wordt een en ander uitgewerkt voor waterige oplossingen, maar in de (met name) synthetisch organische chemie wordt gebruikgemaakt van sterke basen als kalium-tert-butoxide, natriumamide, lithiumdi-isopropylamide en n-butyllithium om waterstof aan allerlei koolstofverbindingen te onttrekken.

## In waterige oplossing: de Brønsted-Lowry-zuur-basetheorie
Deprotonering vindt plaats wanneer zuren sterker dan water in (waterige) oplossing gebracht worden. Het zuur wordt gedeprotoneerd, en fungeert dan als protondonor. Water fungeert als protonacceptor: het wordt geprotoneerd tot een hydroxoniumion. Een voorbeeld is de deprotonering van azijnzuur (pKa = 4,75) in water (pKa = 15):
{\displaystyle {\ce {CH3COOH + H2O <=> CH3COO- + H3O+}}}
Deprotonering kan ook plaatsvinden wanneer een base in waterig milieu wordt gebracht. De base fungeert dan als protonacceptor. Water geeft op zijn beurt een proton af, ter vorming van een hydroxide-ion. Een voorbeeld is de deprotonering van water (pKa = 15) door ammoniak (pKa = 35):
{\displaystyle {\ce {NH3 + H2O <=> NH4+ + OH-}}}